# Rocky Graziano
Rocky Graziano (geboren als Thomas Rocco Barbella; New York, 1 januari 1919 – aldaar, 22 mei 1990) was een Amerikaans bokser en televisiepersoonlijkheid. Hij wordt gezien als een van de bekendste boksers uit de Amerikaanse geschiedenis, en stond erom bekend veel tegenstanders met een enkele slag bewusteloos te kunnen slaan.

## Biografie

### Jonge jaren
Thomas Rocco Barbella werd geboren in het New Yorkse stadsdeel Brooklyn als zoon van een voormalig bokser bekend als 'Fighting Nick Bob'. Hij had nog een oudere broer genaamd Joe . Later verhuisde hij naar Little Italy. In zijn jeugd leerde Barbella op straat vechten. Ook liet zijn vader hem en Joe geregeld tegen elkaar boksen.
Barbella stond bekend als een probleemjongere, die geregeld betrokken was bij vechtpartijen en kleine overtredingen. Hij bracht veel tijd door in heropvoedingsscholen, de jeugdgevangenis en katholieke instellingen. Op 8-jarige leeftijd ging hij bij zijn grootouders wonen. Rond dezelfde tijd leerde hij Sam Villa kennen, die hem kennis liet maken met enkele sporten die populair waren in de Lower East Side in New York.

### Bokscarrière
Eddie Cocco was de voornaamste reden dat Barbella zich met amateurboksen bezig ging houden. In 1939 nam hij voor het eerst deel aan een wedstrijd onder de naam "Joe Giuliani". Hij won deze wedstrijd en kwam tot de conclusie dat boksen voor hem een goede manier was om geld te verdienen. Desondanks bleef hij zich ook bezighouden met praktijken als inbraak en diefstal. Graziano bracht drie weken door in de gevangenis Coxsackie Correctional Facility in Coxsackie en vijf maanden in de the New York City Reformatory.
Na zijn straf te hebben uitgezeten ging Barbella zich weer met boksen bezighouden, bijgestaan door Eddie Cocco. Hij werd wel nog veroordeeld wegens het veroorzaken van een vechtpartij tussen de "East Side Gang" en de "Blacks". Hiervoor werd hij naar Rikers Island gestuurd. Na deze gevangenisstraf te hebben uitgezeten werd Graziano benaderd voor het leger vanwege zijn dienstplicht. Barbella deserteerde echter nadat hij een kapitein had geslagen en begon een professionele bokscarrière. Hij nam de naam "Rocky Graziano" aan om te ontkomen aan het leger. Nadat hij als Graziano populariteit verkreeg, kwam het leger hem weer op het spoor. Hij kreeg echter een generaal pardon en de kans om namens het leger aan bokswedstrijden deel te nemen.
Graziano’s professionele carrière verliep voorspoedig en hij kreeg al snel wereldwijd bekendheid. Hij vocht onder andere tegen Tony Zale en Sugar Ray Robinson. Toch kende hij nog enkele tegenslagen. In 1946 werd Graziano geschorst door de New York State Athletic Commission omdat hij niet had vermeld dat iemand had geprobeerd hem om te kopen.
Graziano’s laatste wedstrijd was in april 1952.

### Latere jaren
Na met pensioen te zijn gegaan als bokser, richtte Graziano zich op een televisiecarrière. Hij was samen met komiek Henny Youngman presentator van een kortlopende serie getiteld The Henny and Rocky Show. Verder was hij een regelmatig terugkerende persoonlijkheid in
The Martha Raye Show, waarin hij Martha Raye's "vriend" speelde, en speelde mee in de serie Miami Undercover. Andere series waarin hij zijn opwachting maakte waren The Pat Boone Chevy Showroom en een aflevering van Car 54, Where Are You?.
In 1967 speelde Graziano de rol van ex-bokser Packy in Frank Sinatra’s film Tony Rome.
In de jaren 60 opende Graziano een pizzeria genaamd Rocky Graziano's Pizza Ring. Tevens werd hij woordvoerder voor Lee Myles Transmissions in New York. Zo was hij in tientallen reclames gedurende de jaren 70 en 80.
Rocky Graziano stierf aan hartfalen.

## Erkenning
- Graziano is lid van de International Boxing Hall of Fame.
- Graziano werd door het tijdschrift The Ring uitgeroepen tot een van de 100 beste boksers aller tijden.
- In 2007 werd Graziano opgenomen in de Nassau County Sports Hall of Fame.

## Film
Graziano's levensverhaal vormde de basis voor de dramafilm Somebody Up There Likes Me uit 1956. In de film wordt Graziano gespeeld door Paul Newman. De film won een Academy Award.